# Neolasioptera variipalpus
Neolasioptera variipalpus är en tvåvingeart som först beskrevs av Mani 1937.  Neolasioptera variipalpus ingår i släktet Neolasioptera och familjen gallmyggor. Inga underarter finns listade i Catalogue of Life.